# МОН-100
МОН-100 — радянська протипіхотна осколкова керована наземна міна спрямованої дії. Розроблена на початку 60-х років XX століття в СРСР. Перебувала на озброєнні Сухопутних військ ЗС СРСР.
В Україні виготовляється під назвою ПВП-100.

Ураження людини (або декількох людей одночасно) при вибуху міни завдається готовими елементами ураження (400 шт. роликів діаметром 10 мм.), що вилітають в напрямку противника, вузьким пучком шириною до 5 м і дальністю до 115 м (при ймовірності ураження 90%). Вибух вчиняє оператор з пульта управління при появі противника в секторі ураження або при зачіпанні противником обривного датчика підривача.

## Характеристики
- Матеріал корпусу — сталь;
- Маса — 5 кг;
- Маса вибухової речовини (тротил) — 2 кг;
- Діаметр корпусу — 23,6 см;
- Товщина корпусу — 8,25 см;
- Кількість елементів ураження (ролики діаметром 10 мм) — 400 шт.;
- Дальність суцільного ураження — 115 м;
- Ширина зони ураження — до 10 м;
- Температурний діапазон застосування — від − 40 до + 50°С.

### Маркування
- МОН-100 — шифр міни;
- ББ-3-80 — шифр заводу виробника—номер партії—рік виготовлення;
- Т — шифр спорядження;

## Використання терористами
Була використана російськими терористами в теракті 22 лютого 2015 року в Харкові. Вночі міна була прикопана в заметі і вранці, під час проходження голови колони українських демонстрантів була підірвана телефонним дзвінком через під'єднаний до мобільного детонатор. Через підтавання намету і автомобіль «Газель», що проїздив в цей момент повз міну, направлений промінь осколків лише побіжно зачепив натовп. На місці загинули дві особи (координатор місцевого Євромайдану фізик Ігор Толмачов та полковник міліції Вадим Рибальченко), двоє пізніше померли в лікарні (15-річний Данило Дідік та 18-річний студент Микола Мельничук). Одинадцять осіб було поранено.